# Cro-Magnon 1
Cro-Magnon 1 è il fossile di un cranio di un ominide della specie Homo sapiens scoperto ad Abri Cro-Magnon in Francia nel 1868 da Louis Lartet.

## Descrizione
Si stima che il fossile, appartenuto ad un individuo adulto, abbia una capacità cranica di circa 1.600 cc.